# Sousa Caldas
Antônio Pereira de Sousa Caldas (Rio de Janeiro, 24 de novembro de 1762 – Rio de Janeiro, 2 de março de 1814) foi um sacerdote católico, poeta e orador sacro brasileiro, além de autor de diversas obras líricas de carácter filosófico. É o patrono da cadeira 34 da Academia Brasileira de Letras.

## Biografia
Sousa Caldas nasceu na cidade do Rio de Janeiro em 24 de novembro de 1762, no seio de uma família portuguesa que se havia recentemente instalado no Rio de Janeiro. Era filho de Luís Pereira de Sousa, comerciante, e de Ana Maria de Sousa, um casal que ainda mantinha relações estreitas com familiares em Portugal.
Com apenas oito anos de idade, evidenciando vocação para as letras e uma saúde frágil, foi enviado pela família para Lisboa e entregue aos cuidados de um tio. Aos dezesseis anos, em 1778, matriculou-se no curso de matemática da Universidade de Coimbra, de que se exigia então um ano para os candidatos ao curso de Cânones, curso que completou em 1782.
Entretanto, em 1781 fora preso pelo Santo Ofício, por causa de suas ideias francesas, sendo condenado por ser herege, naturalista, deísta e blasfemo, e penitenciado no auto-de-fé que se celebrou em 26 de agosto de 1781. Em consequência foi internado no convento de Rilhafoles, a fim de ser compulsivamente catequizado por seis meses. As razões deste incidente estão bem descritas no seguinte texto de um autor coevo: Entre os estudantes com quem convivia em Coimbra figuravam aqueles - entre eles o poeta brasileiro António Pereira de Sousa Caldas e o futuro higienista e também poeta Francisco de Melo Franco, igualmente brasileiro que, acusados de hereges, naturalistas, deístas, blasfemos, apóstatas, tolerantes, dogmáticos, de não seguirem o preceito de abstinência da Quaresma, reunindo-se, alta noite, em casa uns dos outros, e às vezes no Laboratório de Química, de que Manuel Joaquim habitava uma dependência, para comerem presuntos roubados, de lerem pelo autor Rousseau e outros hereges, etc., foram, de sambenito, ao Auto de Fé que na Sala do Santo Ofício em Coimbra, se celebrou a 26 de Agosto de 1781 (Almeida, 1925).
Apesar da catequização, e da conversão que alguns autores afirmam ter ocorrido, em 1784 compõe a Ode ao homem selvagem, poema inspirado em Jean-Jacques Rousseau, e em 1785 foi apontado como um dos prováveis autores de O Reino da Estupidez, o que o coloca bem longe da ortodoxia católica e da conformidade com as normas vigentes.
Após o bacharelato em Cânones, pretendendo prosseguir estudos jurídicos, que apenas viria a completar em 1789, fez uma viagem à França, indo recomendado em Paris ao segundo marquês de Pombal, então ali embaixador de Portugal.
Completado em 1789 o curso de leis, partiu para a Itália, viajando por mar até Gênova, e daí até Roma, onde permanece e aparentemente retoma estudos que lhe permitirão no ano seguinte, 1790, receber em Roma ordenação sacerdotal.
A partir da ordenação sacerdotal abandonou a poesia profana, ganhando renome como orador sacro e por compor poesia com um profundo cunho filosófico e inspiração religiosa.
Em 1801 visita a família no Rio de Janeiro, onde se fixou definitivamente a partir de 1808.
Entre 1810 e 1812 compõe cerca de meia centena de cartas (de que hoje são apenas conhecidas cinco) versando a liberdade de opinião e outros temas filosóficos, mostrando que a fé religiosa, sincera e forte, coexistia nele com o desejo de liberdade de pensamento.
Faleceu aos 51 anos, em 2 de março de 1814, sem nunca ter sido nomeado para qualquer cargo, estando sepultado no convento de Santo António, do Rio de Janeiro. A parte mais importante da sua obra foi editada apenas postumamente.

## Obras publicadas
- Ode ao homem selvagem, 1785;
- A Criação, ode composta em 1789;
- Poesias Sacras e Profanas. Salmos de David vertidos em ritmo português pelo Reverendo António Pereira de Sousa Caldas, com as notas e observações de seu amigo tenente-general Francisco de Borja Garção Stockler, e dados à luz pelo sobrinho do defunto poeta tradutor António de Sousa Dias. Oficina de P. N. Rougeron, Rue de l'Hirondelle, n.º 22, Paris, 1820 (413 páginas).
- Poesias Sacras e Profanas do Reverendo António Pereira de Sousa Caldas, com notas e aditamentos do tenente-general Francisco de Borja Garção Stockler, dadas à luz pelo sobrinho do poeta, António de Sousa Dias. Oficina de P. N. Rougeron, Rue de l'Hirondelle, n.º 22, Paris, 1821 (248 páginas).
- Obras Poéticas de António Pereira de Sousa Caldas, com as notas de aditamentos de F. de Francisco de Borja Garção Stockler. Impressão de Trovão & Companhia, Coimbra, 1836 (268 páginas).
- Poesias Sacras de António Pereira de Sousa Caldas, com notas e aditamentos de seu amigo o tenente-general Francisco de Borja Garção Stockler. Nova edição para uso das escolas públicas de instrução primária do município da corte. Tipografia Cinco de Março, Rua da Ajuda, n.º 55 a 59, Rio de Janeiro, 1872 (127 páginas).
- Cartas de Abdir a Irzirumo, ensaios sobre a liberdade de imprensa, tolerância religiosa e escravidão. Cinco cartas copiadas em 1830 por Manuel Cândido de Miranda, que as ofereceu ao Instituto Histórico e Geográfico Brasileiro.
- Cartas (n.º 47 e n.º 48), na Revista do Instituto Histórico e Geográfico Brasileiro, n.º III, (páginas 144 a 148 e 216 a 221).